# Кереселидзе, Шалва Ясонович
Шалва Ясонович Кереселидзе — советский хозяйственный, государственный и политический деятель, Герой Социалистического Труда.

## Биография
Родился в 1913 году в Они. Член КПСС.
С 1933 года — на хозяйственной, общественной и политической работе. В 1933—1985 гг. — агроном-чаевод, учёный в области возделывания чая, участник Великой Отечественной войны, начальник группы инженеров-конструкторов НИИ МЭСХ, начальник Проблемной научно-исследовательско-конструкторской лаборатории по механизации возделывания чая Грузинского научно-исследовательского института механизации и электрификации сельского хозяйства, директор конструкторско-технологического института Всесоюзного НИИ по машинам для горного земледелия и возделывания субтропических культур, заместитель директора Грузинского НИИ МЭСХ.
Лауреат Ленинской премии (1967) за создание и внедрение в производство чаесборочной машины «Сакартвело».
Указом Президиума Верховного Совета СССР от 8 апреля 1971 год присвоено звание Героя Социалистического Труда с вручением ордена Ленина и золотой медали «Серп и Молот».
Избирался депутатом Верховного Совета Грузинской ССР 8-го созыва.
Умер в Тбилиси после 1985 года.